# 2009년 무도 아시안 게임
2009년 무도 아시안 게임은 2009년 8월 1일부터 8월 9일까지 태국의 방콕에서 열린 대회이다. 원래는 4월 25일부터 5월 3일까지 열릴 예정이었으나 개최국인 태국의 정정 불안으로 인하여 당초 예정하였던 일정을 6월 6일부터 6월 14일까지로 연기하였고 다시 일정에 차질이 생겨서 8월 1일부터 8월 9일까지 개최하였다.

## 참가국
- 네팔
- 대한민국
- 라오스
- 레바논
- 마카오
- 말레이시아
- 몰디브
- 몽골
- 미얀마
- 바레인
- 방글라데시
- 베트남
- 부탄
- 브루나이
- 스리랑카
- 시리아
- 싱가포르
- 아프가니스탄
- 예멘
- 오만
- 요르단
- 우즈베키스탄
- 이라크
- 인도
- 인도네시아
- 일본
- 중국
- 중화 타이베이
- 카자흐스탄
- 카타르
- 캄보디아
- 쿠웨이트
- 태국 (개최국)
- 투르크메니스탄
- 파키스탄
- 필리핀
- 홍콩

## 경기 종목
- 유도
- 주짓수
- 가라테
- 킥복싱
- 쿠라시
- 무에타이
- 펜착실랏
- 태권도
- 우슈

## 메달 집계
| 순위 | 국가           | 금메달 | 은메달 | 동메달 | 합계 |
| ---- | -------------- | ------ | ------ | ------ | ---- |
| 1    | 태국           | 21     | 17     | 16     | 54   |
| 2    | 카자흐스탄     | 15     | 7      | 12     | 34   |
| 3    | 대한민국       | 10     | 6      | 3      | 19   |
| 4    | 중국           | 9      | 5      | 5      | 19   |
| 5    | 일본           | 9      | 2      | 3      | 14   |
| 6    | 베트남         | 7      | 11     | 21     | 39   |
| 7    | 인도네시아     | 5      | 6      | 5      | 16   |
| 8    | 우즈베키스탄   | 4      | 5      | 12     | 21   |
| 9    | 중화 타이베이  | 4      | 5      | 11     | 20   |
| 10   | 인도           | 3      | 7      | 23     | 33   |
| 11   | 파키스탄       | 3      | 2      | 4      | 9    |
| 12   | 필리핀         | 2      | 6      | 10     | 18   |
| 13   | 이라크         | 2      | 3      | 5      | 10   |
| 14   | 말레이시아     | 2      | 3      | 3      | 8    |
| 15   | 아프가니스탄   | 2      | 2      | 8      | 12   |
| 15   | 요르단         | 2      | 2      | 8      | 12   |
| 17   | 시리아         | 2      | 1      | 3      | 6    |
| 18   | 라오스         | 1      | 4      | 9      | 14   |
| 19   | 몽골           | 1      | 3      | 3      | 7    |
| 20   | 바레인         | 1      | 1      | 3      | 5    |
| 21   | 레바논         | 1      | 1      | 2      | 4    |
| 21   | 마카오         | 1      | 1      | 2      | 4    |
| 21   | 투르크메니스탄 | 1      | 1      | 2      | 4    |
| 24   | 홍콩           | 0      | 2      | 3      | 5    |
| 24   | 싱가포르       | 0      | 2      | 3      | 5    |
| 26   | 쿠웨이트       | 0      | 1      | 4      | 5    |
| 27   | 브루나이       | 0      | 1      | 2      | 3    |
| 28   | 미얀마         | 0      | 1      | 1      | 2    |
| 29   | 스리랑카       | 0      | 0      | 2      | 2    |
| 30   | 부탄           | 0      | 0      | 1      | 1    |
| 30   | 네팔           | 0      | 0      | 1      | 1    |
| 30   | 카타르         | 0      | 0      | 1      | 1    |
| 합계 | 합계           | 108    | 108    | 191    | 407  |